# Робін Джордж Коллінґвуд
Робін Джордж Коллінґвуд (англ. Robin George Collingwood; 22 лютого 1889, Картмел-Фелл, Велика Британія — 09 січня 1943, Коністон, Ланкашир) — британський філософ-неогегельянець, археолог та історик, автор книги «Ідея історії» та «Принципи мистецтва» (1938). Був професором метафізичної філософії в Оксфордському університеті (1935—1941 рр.)

## Біографія
Коллінґвуд народився 22 лютого 1889 року в Картмелі, Грейндж-овер-Сандс, тодішнє графство Ланкашир (нині Камбрія), у сім’ї художника та археолога В. Г. Коллінґвуда, який був особистим секретарем Джона Раскіна в останні роки життя письменника. Мати також була художницею і талановитою піаністкою. Він здобув освіту в Школі регбі та Університетському коледжі Оксфорда, де, в 1910 році, отримав диплом з класичної поміркованості (грецька та латинська мови), а в 1912 році отримав вітальну першість з давньої історії та філософії.  До закінчення навчання, він був обраний стипендіатом в Коледж Пембрук, Оксфорд.
Робін був співробітником коледжу Пембрук протягом приблизно 15 років, поки не став професором метафізичної філософії Вейнфліта в коледжі Магдалини, Оксфорд. Його викладав історик і археолог Ф. Дж. Гаверфілд, у той час професор стародавньої історії в Камдені.
Після кількох років виснажливих інсультів, Коллінгвуд помер у Коністоні, графство Камбрія, 9 січня 1943 року.

## Вплив
Важливий вплив на Джорджа мали італійські ідеалісти Бенедетто Кроче, Джованні Джентіле та Гвідо де Руджеро, останній з яких також був близьким другом. Інші важливі впливи мали Гегель, Кант, Джамбаттіста Віко, Ф. Х. Бредлі та Дж. А. Сміт.